# Aldeia Velha (Sabugal)
Pour les articles homonymes, voir Aldeia Velha.
Aldeia Velha est une commune du canton de Sabugal de 431 habitants (2011). 
Elle est située à proximité de la Serra da Malcata, l'un des rares endroits du Portugal où on peut encore voir le lynx ibérique, un animal protégé en danger d'extinction. 

## Population
| População da freguesia de Aldeia Velha | População da freguesia de Aldeia Velha | População da freguesia de Aldeia Velha | População da freguesia de Aldeia Velha | População da freguesia de Aldeia Velha | População da freguesia de Aldeia Velha | População da freguesia de Aldeia Velha | População da freguesia de Aldeia Velha | População da freguesia de Aldeia Velha | População da freguesia de Aldeia Velha | População da freguesia de Aldeia Velha | População da freguesia de Aldeia Velha | População da freguesia de Aldeia Velha | População da freguesia de Aldeia Velha | População da freguesia de Aldeia Velha |
| -------------------------------------- | -------------------------------------- | -------------------------------------- | -------------------------------------- | -------------------------------------- | -------------------------------------- | -------------------------------------- | -------------------------------------- | -------------------------------------- | -------------------------------------- | -------------------------------------- | -------------------------------------- | -------------------------------------- | -------------------------------------- | -------------------------------------- |
| 1864                                   | 1878                                   | 1890                                   | 1900                                   | 1911                                   | 1920                                   | 1930                                   | 1940                                   | 1950                                   | 1960                                   | 1970                                   | 1981                                   | 1991                                   | 2001                                   | 2011                                   |
| 1 018                                  | 1 035                                  | 1 166                                  | 1 284                                  | 1 346                                  | 1 226                                  | 1 240                                  | 1 378                                  | 1 604                                  | 1 268                                  | 835                                    | 647                                    | 494                                    | 490                                    | 431                                    |

## Patrimoine
- Église de São João Baptista (Saint-Jean Baptiste)
- Chapelles de Santo Cristo, Senhora da Estrela et Senhora dos Prazeres
- Croix
- Pont médiéval
- Tombe du père Teotónio Vaz Gomes
- Vieux médiévaux du vieux Sabugal

## Économie
L'activité principale de la population reste l'agriculture et l'élevage, et notamment celui des bovins qui, en plus de fournir du lait et de la viande, étaient également utilisés dans des activités agricoles . Les bœufs servaient à labourer la terre avec la charrue et également de moyen de transport, tant pour les hommes que pour les marchandises, avant d'être remplacés par les tracteurs. 

## Principales fêtes
- Fêtes de São João Batista - 22 au 26 août - plusieurs concerts, animations et activités sur la place principale pendant les 5 jours du festival. Des groupes comme UHF, Rosinha ou Augusto Canário ont déjà joué à Aldeia Velha.
- Les fêtes de Nossa Senhora dos Prazeres - célébrées le lundi de Pâques, ces dernières années, cependant, ont eu lieu le lundi suivant le jour de Pâques.
- Capeia arraiana : le 25 août, selon le déroulement : 1 Encerro (fermeture de l'arène)), 2 la capeia arraiana proprement dite, 3 : le desencerro (l'ouverture de l'arène). Parfois, les taureaux réussissent à s'enfuir.

|                              |
| L' "Encerro" à Aldeia Velha. |

| |
| Le forcão (grande fourche) et les "barrières" : des charrettes tirées par des bœufs chargées de bois. |

|                               |
| Aspeto da uma capeia em 2007. |